# Evolventă

Două evolvente (cu roșu) ale unei parabole

În matematică o evolventă este un tip de curbă care depinde de o altă formă sau curbă. Intuitiv, o evolventă a unei curbe este locul geometric al unui punct aflat pe o sfoară întinsă care este desfășurată de pe curbă sau înfășurată pe curbă.
Este o clasă de curbe din familia de curbe ruletă.
Evoluta unei evolvente este curba inițială.
Noțiunile de evolventă și evolută ale unei curbe au fost introduse de Christiaan Huygens în lucrarea sa din 1673, Horologium Oscillatorium⁠(d).

## Evolventa unei curbe parametrice
Fie {\displaystyle {\vec {c}}(t),\;t\in [t_{1},t_{2}]} o curbă regulată plană la care curbura nu este 0 nicăieri și {\displaystyle a\in (t_{1},t_{2})}. Atunci, curba cu reprezentarea parametrică
{\displaystyle {\vec {C}}_{a}(t)={\vec {c}}(t)-{\frac {{\vec {c}}'(t)}{|{\vec {c}}'(t)|}}\;\int _{a}^{t}|{\vec {c}}'(w)|\;dw}
este o evolventă a curbei date.
Adăugarea unui număr arbitrar, dar fix, a, la integrala {\displaystyle {\Bigl (}\int _{a}^{t}|{\vec {c}}'(w)|\;dw{\Bigr )}} are ca rezultat o evolventă corespunzând unei distanțe mărite cu a (ca un ghem de lână cu o bucată de fir atârnând înainte de a fi desfășurat).
Dacă {\displaystyle {\vec {c}}(t)=(x(t),y(t))^{T}} se obține
{\displaystyle {\begin{aligned}X(t)&=x(t)-{\frac {x'(t)}{\sqrt {x'(t)^{2}+y'(t)^{2}}}}\int _{a}^{t}{\sqrt {x'(w)^{2}+y'(w)^{2}}}\,dw\\Y(t)&=y(t)-{\frac {y'(t)}{\sqrt {x'(t)^{2}+y'(t)^{2}}}}\int _{a}^{t}{\sqrt {x'(w)^{2}+y'(w)^{2}}}\,dw\;.\end{aligned}}}

## Proprietățile evolventelor

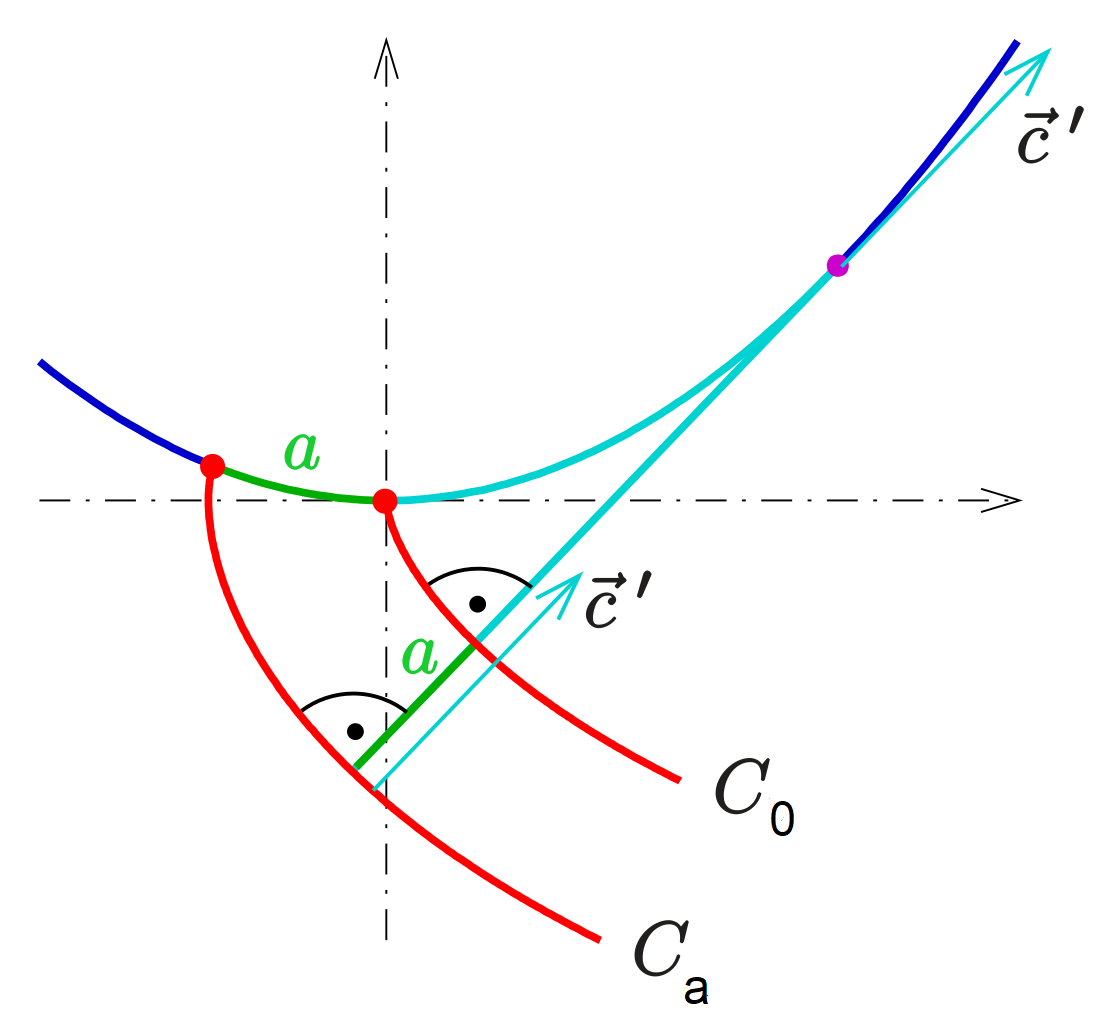
Evolvente; unghiurile marcate au 90°

Pentru a obține proprietățile unei curbe regulate este avantajos să se folosească lungimea arcului⁠(d) {\displaystyle s} drept parametru al curbei date, ceea ce duce la următoarele simplificări: {\displaystyle \;|{\vec {c}}'(s)|=1\;} și {\displaystyle \;{\vec {c}}''(s)=\kappa (s){\vec {n}}(s)\;}, cu {\displaystyle \kappa } curbura și {\displaystyle {\vec {n}}} versorul normal. Pentru evolventă de obține:
{\displaystyle {\vec {C}}_{a}(s)={\vec {c}}(s)-{\vec {c}}'(s)(s-a)\ } și
{\displaystyle {\vec {C}}_{a}'(s)=-{\vec {c}}''(s)(s-a)=-\kappa (s){\vec {n}}(s)(s-a)\;}
și propozițiile: 
- în punctul {\displaystyle {\vec {C}}_{a}(a)} evolventa este neregulată (deoarece {\displaystyle |{\vec {C}}_{a}'(a)|=0} ),

iar din {\displaystyle \;{\vec {C}}_{a}'(s)\cdot {\vec {c}}'(s)=0\;} rezultă:
- normala evolventei în punctul {\displaystyle {\vec {C}}_{a}(s)} este tangenta curbei date în punctul {\displaystyle {\vec {c}}(s)};
- evolventele sunt curbe paralele, deoarece {\displaystyle {\vec {C}}_{a}(s)={\vec {C}}_{0}(s)+a{\vec {c}}'(s)} și {\displaystyle {\vec {c}}'(s)} este versorul normal la {\displaystyle {\vec {C}}_{0}(s)}.

## Exemple

### Evolventa unui cerc

Evolventa unui cerc

Pentru un cerc cu reprezentarea parametrică {\displaystyle (r\cos(t),r\sin(t))} avem
{\displaystyle {\vec {c}}'(t)=(-r\sin t,r\cos t)},
deoarece {\displaystyle |{\vec {c}}'(t)|=r}, iar lungimea căii este {\displaystyle r(t-a)}. 
Evaluând ecuația dată de mai sus a evolventei, pentru ecuația parametrică a evolventei cercului se obține
{\displaystyle {\begin{aligned}X(t)&=r(\cos t+(t-a)\sin t)\\Y(t)&=r(\sin t-(t-a)\cos t)\end{aligned}}}.
Termenul {\displaystyle a} este opțional; el servește la definirea punctului de început al curbei pe cerc. Figura prezintă evolvente pentru {\displaystyle a=-0,5} (verde), {\displaystyle a=0} (roșu), {\displaystyle a=0,5} (violet) și {\displaystyle a=1} (albastru deschis). Evolventele seamănă cu spiralele arhimedice, dar nu sunt.
Lungimea arcului pentru {\displaystyle a=0} și {\displaystyle 0\leq t\leq t_{2}} a unei evolvente este
{\displaystyle L={\frac {r}{2}}t_{2}^{2}.}

### Evolventa unei curbe lănțișor
Pentru o curbă lănțișor⁠(d) {\displaystyle (t,\cosh t)}, vectorul tangent este {\displaystyle {\vec {c}}'(t)=(1,\sinh t)}, și deoarece {\displaystyle 1+\sinh ^{2}t=\cosh ^{2}t,} lungimea sa este {\displaystyle |{\vec {c}}'(t)|=\cosh t}. Astfel, lungimea arcului de la punctul (0, 1) este {\displaystyle \textstyle \int _{0}^{t}\cosh w\,dw=\sinh t.}
Deoarece forma parametrică a evolventei din (0, 1) este
{\displaystyle (t-\tanh t,1/\cosh t),}
evolventa este o tractrice⁠(d).
Alte evolvente, paralele cu tractricea, nu sunt și ele tractrice.

### Evolventa unei cicloide

Evolvente ale unei cicloide (cu albastru): doar curba roșie este o (altă) cicloidă

Reprezentarea parametrică {\displaystyle {\vec {c}}(t)=(t-\sin t,1-\cos t)} descrie o cicloidă. Din {\displaystyle {\vec {c}}'(t)=(1-\cos t,\sin t)} se obține (folosind relații trigonometrice)
{\displaystyle |{\vec {c}}'(t)|=2\sin {\frac {t}{2}},}
și 
{\displaystyle \int _{\pi }^{t}2\sin {\frac {w}{2}}\,dw=-4\cos {\frac {t}{2}}.}
Prin urmare, ecuațiile evolventei corespunzătoare sunt
{\displaystyle X(t)=t+\sin t,}
{\displaystyle Y(t)=3+\cos t,}
care descriu cicloida roșie din imagine, translație a celei albastre. Prin urmare evolventele unei cicloide {\displaystyle (t-\sin t,1-\cos t)} sunt curbe paralele cu cicloida, {\displaystyle (t+\sin t,3+\cos t),} dar, cu excepția celei roșii, nu sunt ele însele cicloide.
| Imagine indisponibilă                            |  | Imagine indisponibilă                    |
| Tractricea (cu roșu) este evolventa lănțișorului |  | Evoluta tractricei este o curbă lănțișor |

## Evolventă și evolută
Între evolventă și evolută este valabilă afirmația: o curbă este evoluta oricărei evolvente ale sale.

## Aplicații
Proprietățile evolventei o fac extrem de importantă pentru domeniul roților dințate: dacă două roți dințate angrenate au dinții cu profil în evolventă, vitezele lor de rotație relative sunt constante cât timp dinții sunt în contact. Aceste angrenaje fac întotdeauna contact de-a lungul unei linii de forță constantă. Cu dinți de alte forme, vitezele și forțele relative cresc și scad pe măsură ce dinții succesivi se cuplează, rezultând vibrații, zgomot și uzură excesivă. Din acest motiv, aproape toate roțile dințate moderne au dinții în evolventă.

Mecanismul unui compresor cu spirală

Evolventa unui cerc este forma pieselor unui compresor cu spirală⁠(d). Compresoarele cu spirală au randamente termodinamice și mecanice bune și un mers liniștit.
Unele schimbătoare de căldură folosesc elemente în formă de evolventă deoarece secțiunile de curgere rămân constante.